# روذرفورد ديكر
روذرفورد ديكر (بالإنجليزية: Rutherford Decker)‏ هو سياسي أمريكي، ولد في 17 مايو 1904، وتوفي في 1974. حزبياً، نشط في حزب المنع.